# هنريتا بيرك
هنريتا بيرك (بالإنجليزية: Henrietta Berk) هي رسامة أمريكية، ولدت في 19 يناير 1919 في ويتشيتا في الولايات المتحدة، وتوفيت في 16 يناير 1990 في أوكلاند في الولايات المتحدة.